# Basílica menor de Santa María (Elche)
La Arciprestal e Insigne Basílica menor de Santa María o Iglesia Arciprestal de Nuestra Señora de la Asunción es un templo católico ubicado en la plaza del Congreso Eucarístico de la ciudad española de Elche, construida en estilo barroco entre 1672 y 1784, en la que participaron varios arquitectos entre los que se encontraba el castellonense Jaime Bort y Meliá, autor de la fachada barroca de la catedral de Murcia.
Las obras se iniciaron en 1672 bajo la dirección de Francisco Verde, sucediéndole Pedro Quintana y Ferrán Fouquet. Es un buen ejemplo del barroco español.
Este edificio presenta distintos estilos arquitectónicos, desde el barroco italianizante de la portada principal, el rococó de las otras portadas y la girola, el neoclásico del interior, hasta las reminiscencias medievales.
En 1968, la iglesia fue declarada parte de un conjunto histórico artístico,
por lo que es  Bien de Interés Cultural con categoría de Conjunto histórico.

## Historia
En la Edad Media se encontraba la mezquita musulmana en este emplazamiento que por aquella época era uno de los extremos de la antigua Vila Murada. Cuando el rey Alfonso X el sabio conquistó la ciudad en 1265, consagró la mezquita bajo la advocación de Santa María. Sobre sus ruinas se construyó un primer templo cristiano de estilo gótico que fue derribado y por tercera vez se construyó el actual.
Tiene esta iglesia la gran tradición de celebrar en ella el Misteri d'Elx (Misterio de Elche) obra coral en valenciano antiguo que se representa durante los días 14 y 15 de agosto de cada año en virtud de una bula papal otorgada por su santidad el papa Urbano VIII.
El 20 de febrero de 1936, en los prolegómenos de la guerra civil fue parcialmente destruida por un incendio provocado, siendo restaurada años después por el arquitecto ilicitano Antonio Serrano Peral. En este incendio sufrido a manos del bando republicano desapareció la imagen original de la Virgen de la Asunción, bajo cuya advocación está consagrado el templo, siendo posteriormente sustituida por otra nueva, obra del escultor valenciano José Capuz. Aunque cuenta la leyenda que un grupo de religiosos pudieron esconder la imagen de Nuestra Señora para que no fuera destruida. Esta versión de los hechos pierde credibilidad al no haberse encontrado aún la imagen original. 

## El edificio

### Portadas

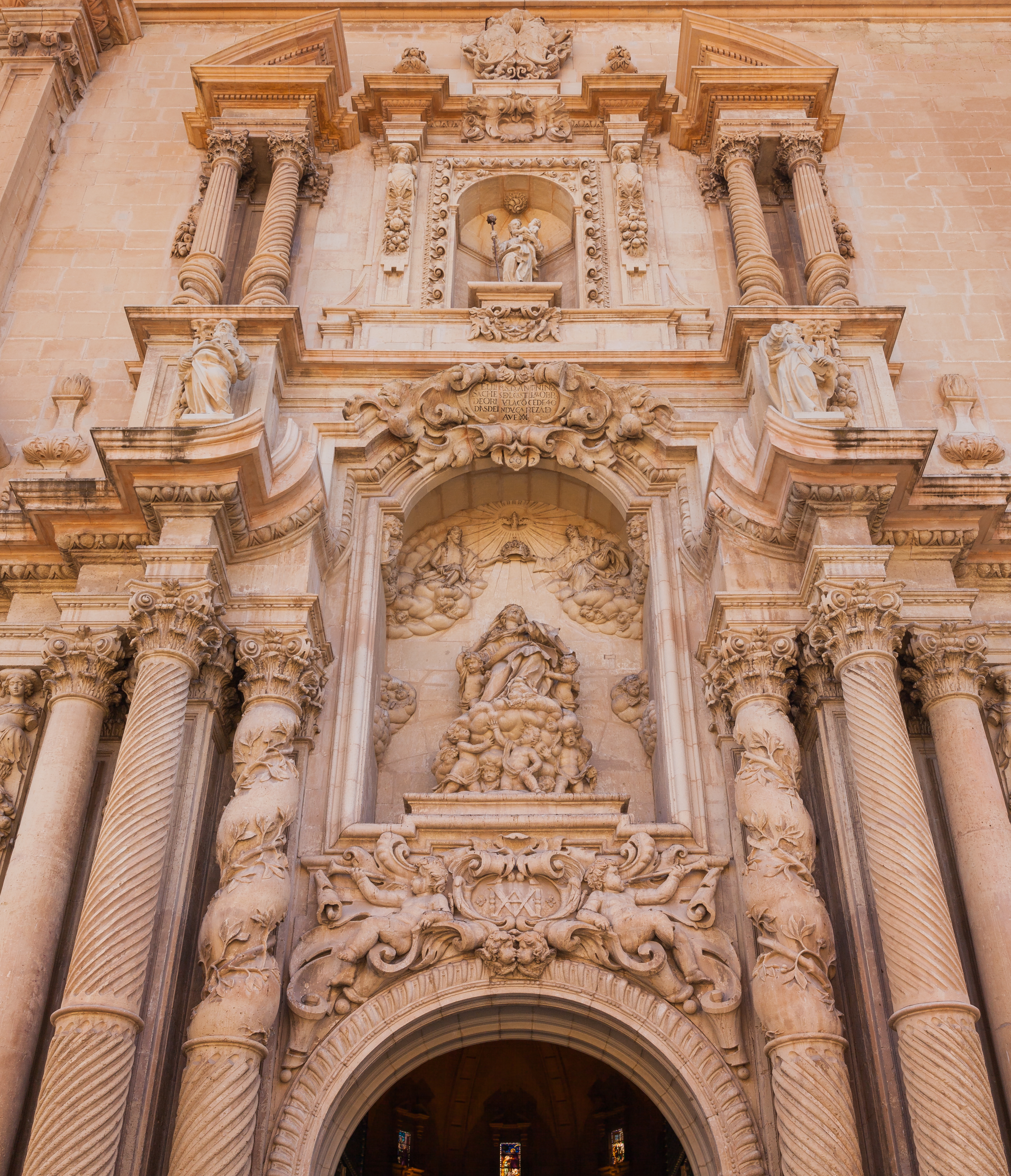
Portada barroca de Nicolás de Bussy: Asunción y Coronación de la Virgen.

Sus tres portadas son obra del escultor Nicolás de Bussy entre 1680-1682.
Primero realizó la portada norte con san Agatángelo, posteriormente la sur con Cristo Resucitado - aunque según otras fuentes la portada sur fue labrada por los hermanos Irles - y finalmente la portada occidental, con el tema de la Asunción y Coronación de la Virgen. Por esta portada, que parece un gran retablo en piedra, le pagaron 1601 reales. Las esculturas se colocaron el 14 de agosto de 1682. Son sus primeras esculturas realizadas en España.

### Interior
La Capilla de la Comunión destaca por su arte y arquitectura. Fue diseñada en 1782 por Lorenzo Chápuli.
Es también digno de mención el gran tabernáculo realizado en mármol en la ciudad de Nápoles diseñado por Jaime Bort.

## Cofradías y Hermandades

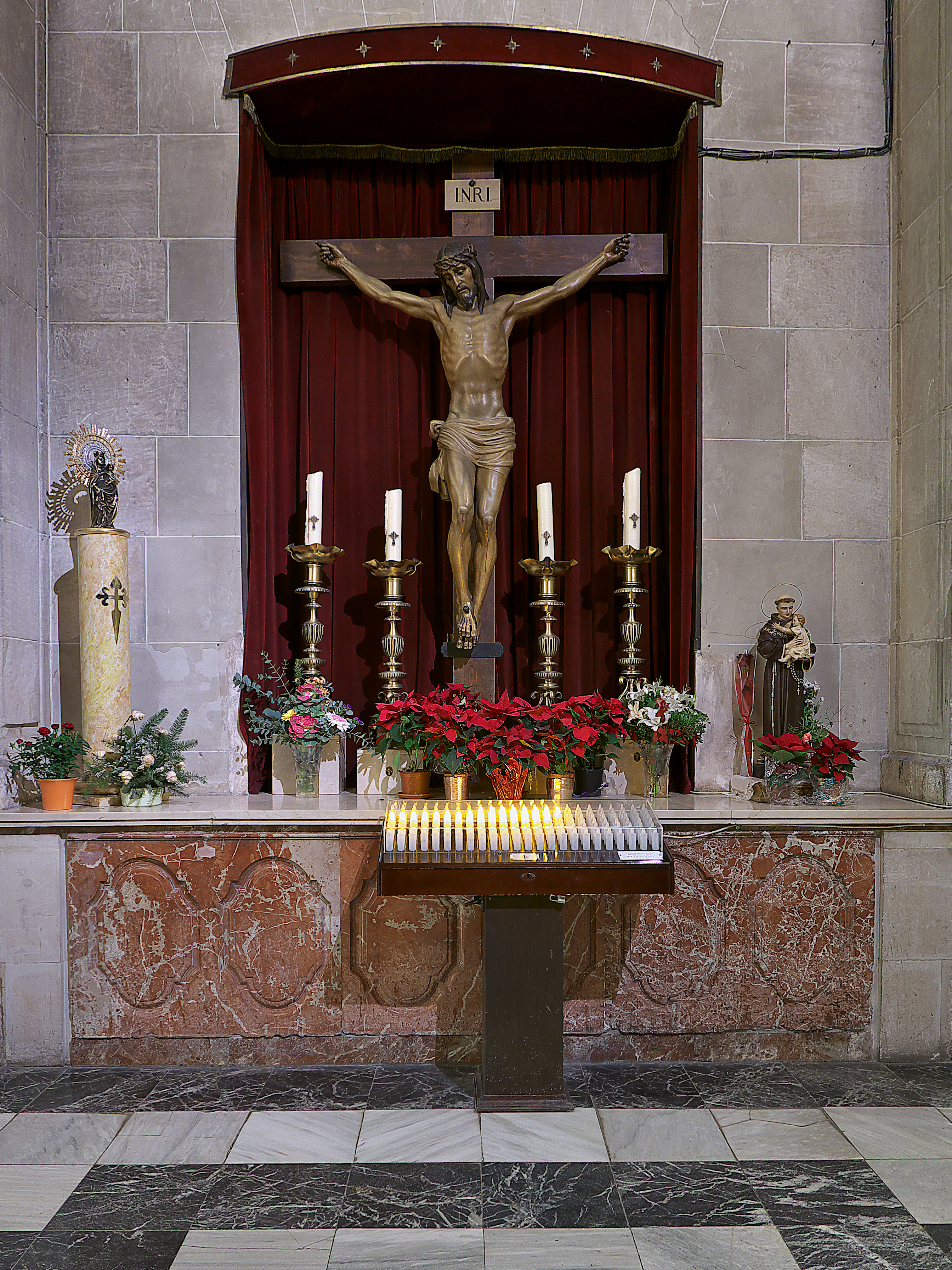
Santísimo Cristo de la Misericordia

- Jesús Triunfante (Pas de la Burreta)
- Hermandad y Cofradía de nazarenos de Santa María Magdalena, Santísimo Cristo de la Agonía y María Santísima de la Amargura
- Hermandad de María Santísima del Mayor Dolor y San Juan Evangelista
- Cofradía de El Lavatorio (Elche)
- Cofradía Nuestro Padre Jesús Nazareno
- Cofradía Santísimo Cristo de la Misericordia (Procesión del Silencio)
- Penitencial Hermandad Santísimo Cristo de la Reconciliación y Nuestra Santísima Mater de Solata (Penitencial Viacrucis)
- Cofradía Cristo Resucitado
- Nuestra Señora de la Asunción (patrona de la ciudad) (no pertenece a ninguna Cofradía o Hermandad)
- Mayordomía Corpus Christi

## Galería de imágenes

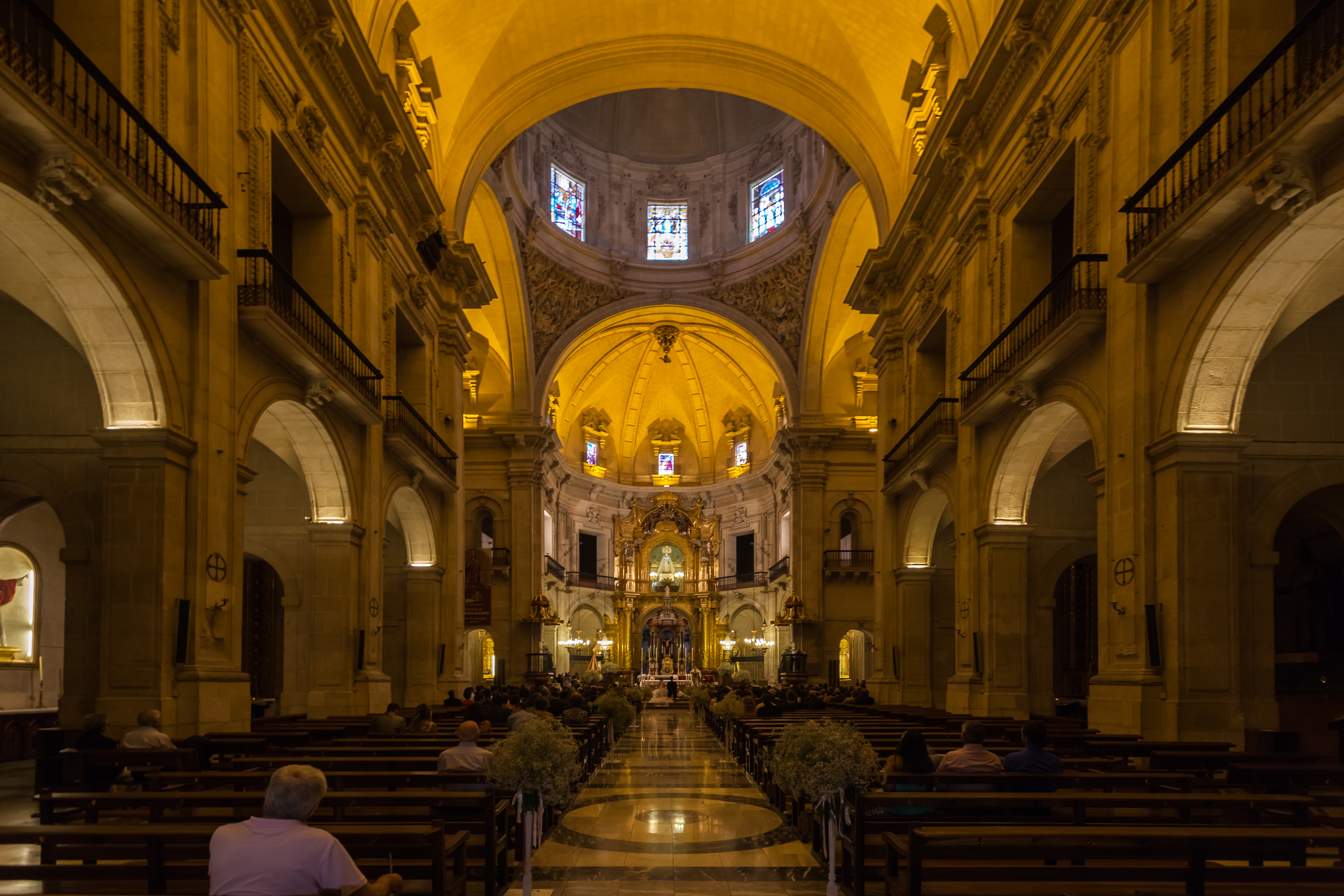
Nave principal.
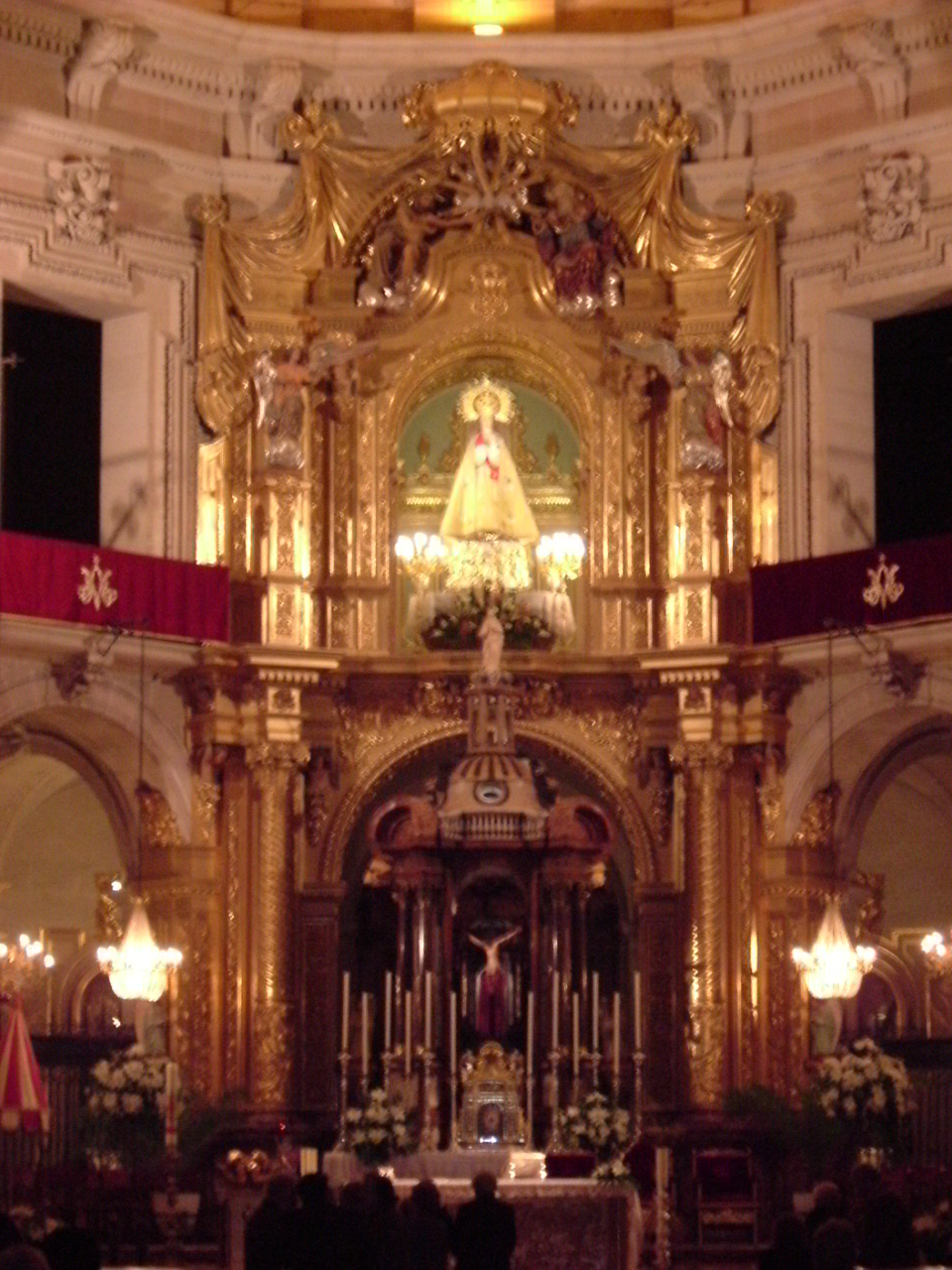
La Virgen de la Asunción en el Altar mayor.
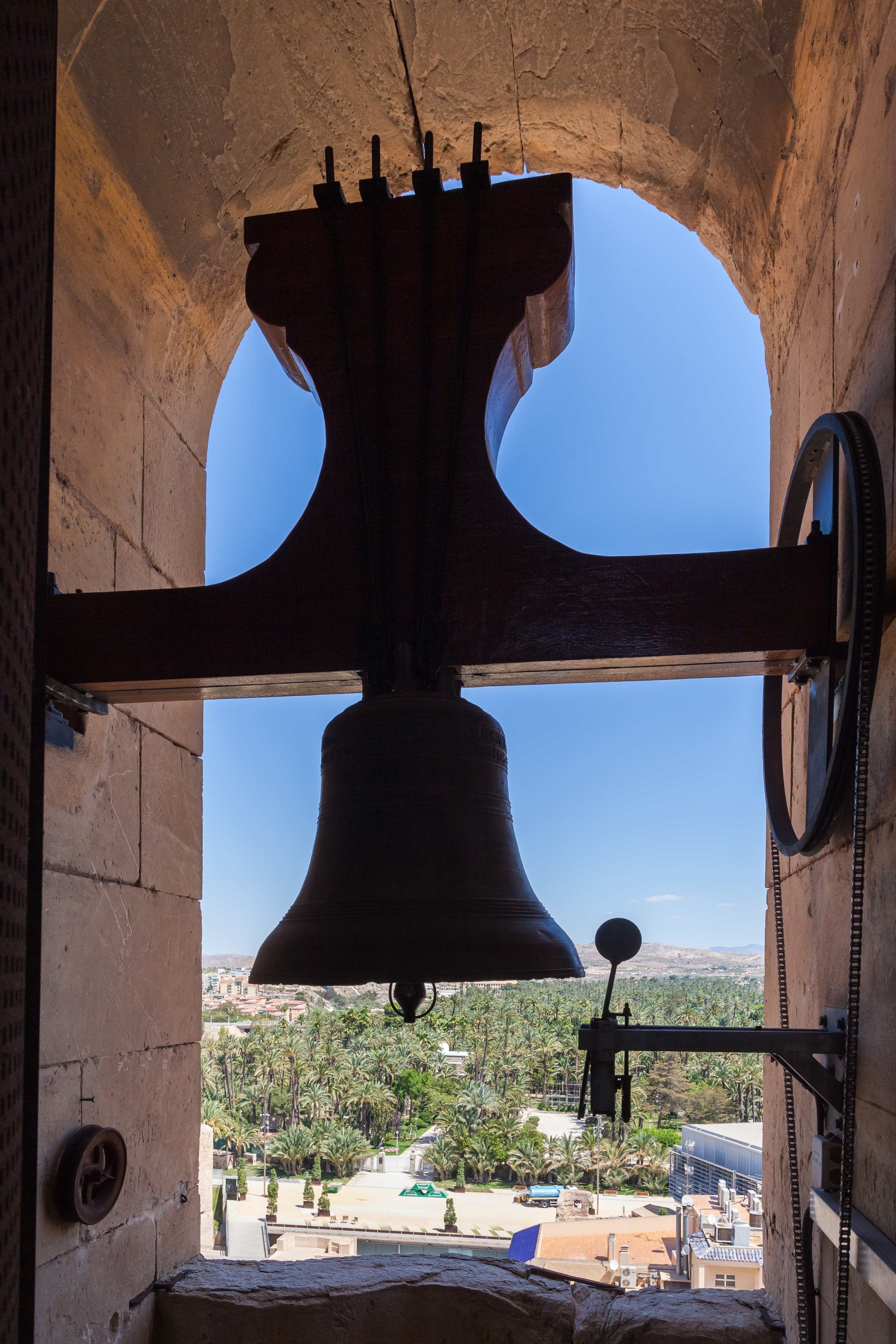
Campana.
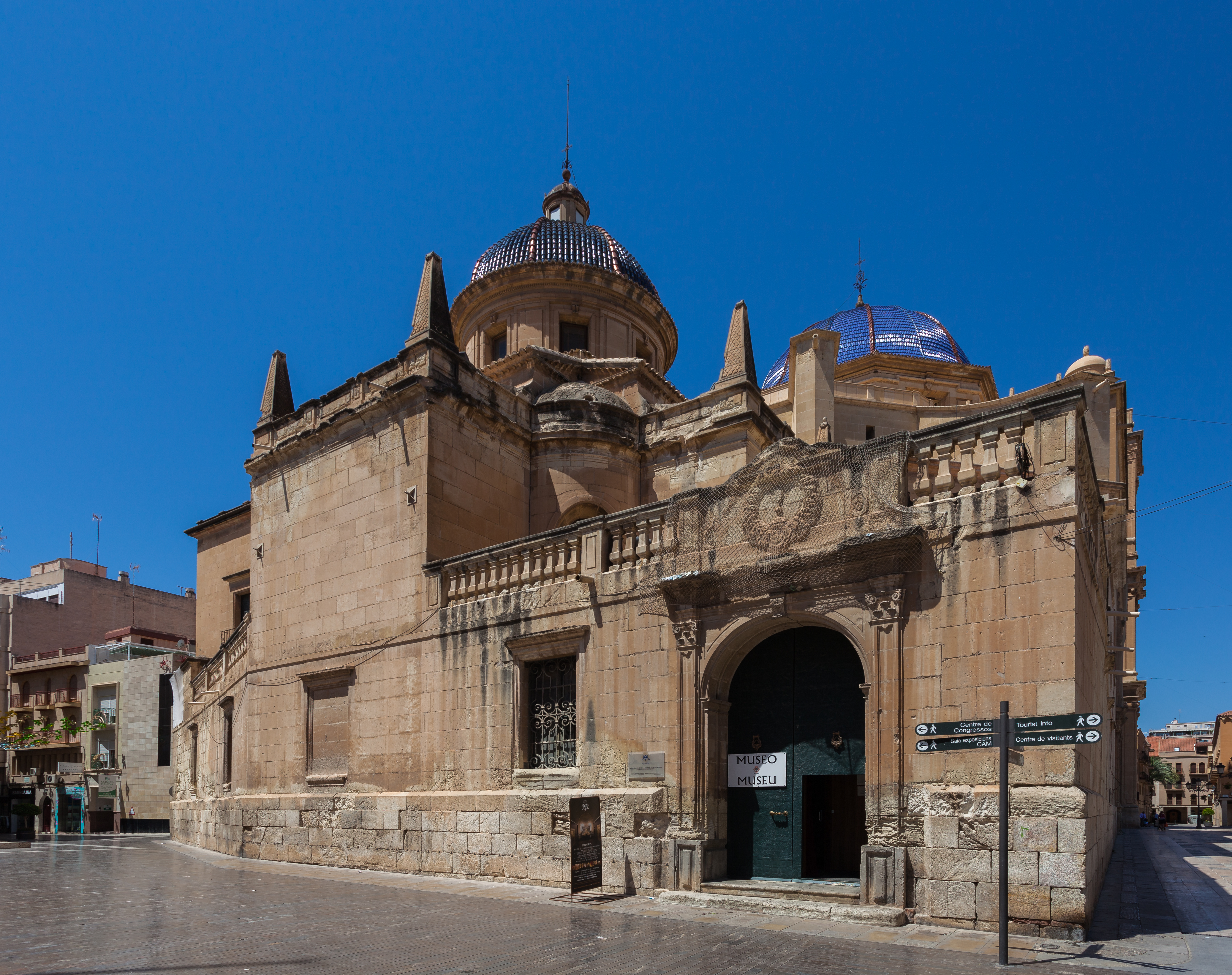
Vista del edificio.
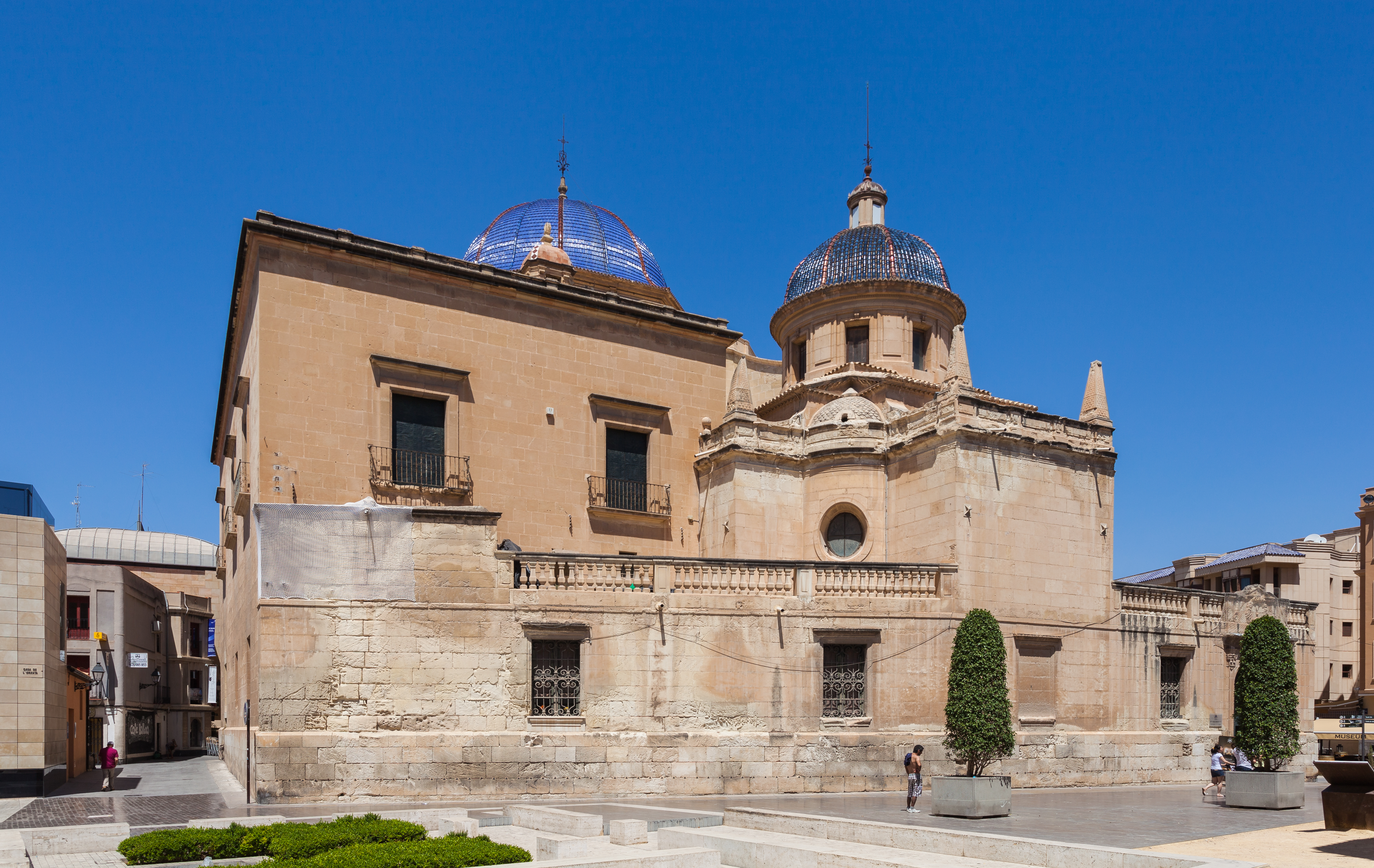
Vista desde otro ángulo.
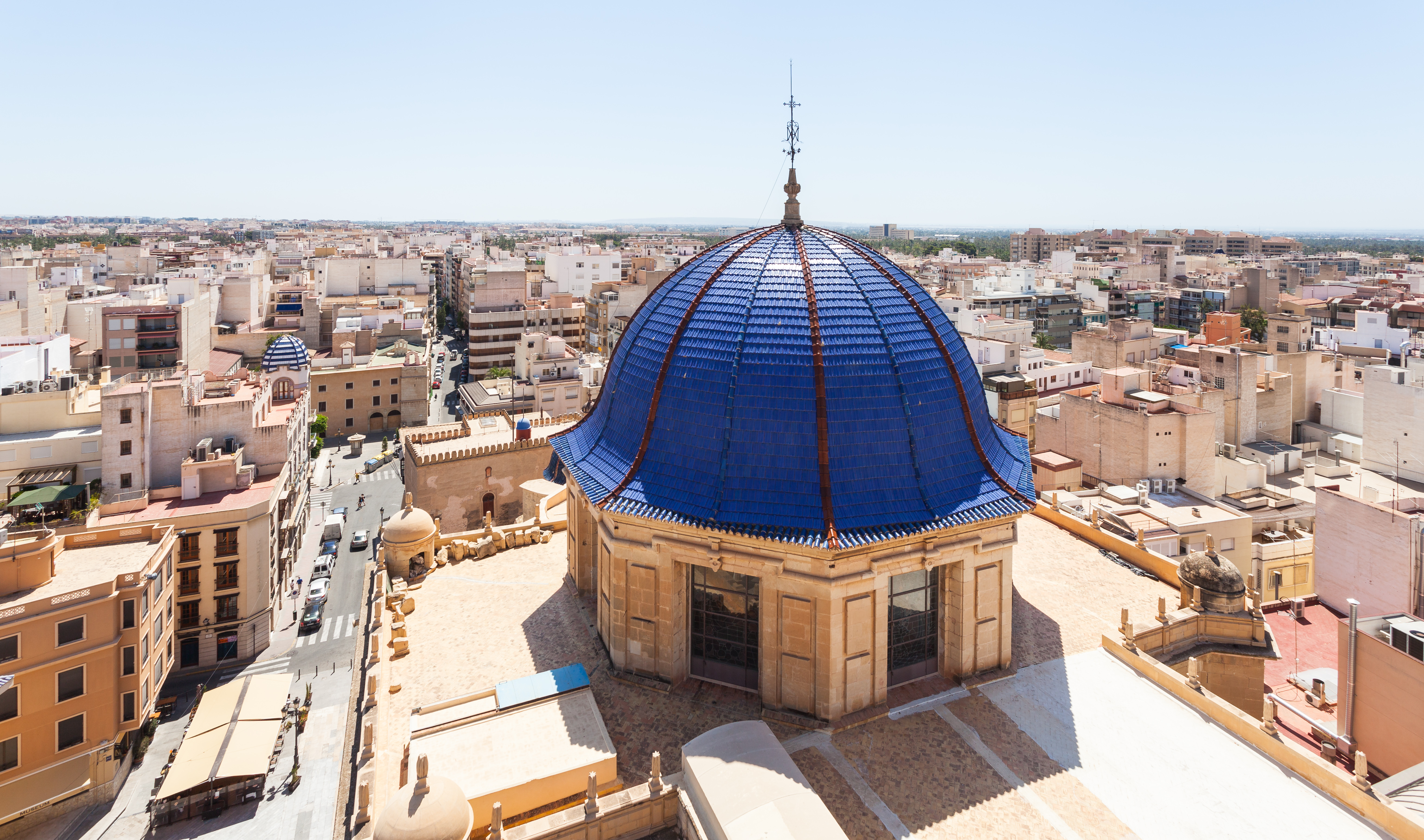
Vista superior